# Авјано-Кастело (Порденоне)
Авјано-Кастело је насеље у Италији у округу Порденоне, региону Фурланија-Јулијска крајина.
Према процени из 2011. у насељу је живело 5465 становника. Насеље се налази на надморској висини од 162 м.